# Abel (Mondkrater)
Abel ist ein Mondkrater im Nordwesten des Mare Australe auf der Mondvorderseite. Er hat einen Durchmesser von rund 119 Kilometer und liegt südlich des Barnard-Kraters.
Der Rand des Kraters ist stark erodiert und von unregelmäßiger Form. Er wurde von mehreren Einschlagskratern eingeschnitten und überlagert. Der Krater Abel A überlagert den südlichen Rand, während Abel M und Abel L in den westlichen Kraterrand eindringen.
Die innere Fläche im Osten wurde von Lava-Flüssen neu gestaltet, sodass eine relativ ebene Fläche mit geringer Albedo entstand. Im Westen ist der Untergrund rauer und die Albedo entspricht der des Geländes, das den Krater umgibt.
| Buchstabe | Position         | Durchmesser | Link |
| --------- | ---------------- | ----------- | ---- |
| A         | 36,6° S, 86° O   | 19 km       |      |
| B         | 36,7° S, 82,8° O | 41 km       |      |
| C         | 36° S, 81° O     | 31 km       |      |
| D         | 37,7° S, 87,7° O | 30 km       |      |
| E         | 37,8° S, 86,5° O | 13 km       |      |
| J         | 35,5° S, 79° O   | 11 km       |      |
| K         | 35° S, 77,2° O   | 9 km        |      |
| L         | 34,4° S, 82,6° O | 67 km       |      |
| M         | 32,2° S, 83,6° O | 81 km       |      |

## Quelle
- Losiak u. a.: A New Lunar Impact Crater Database